# Acetes binghami
Acetes binghami is een tienpotigensoort uit de familie van de Sergestidae. De wetenschappelijke naam van de soort is voor het eerst geldig gepubliceerd in 1934 door Burkenroad.